# Clémence Royer
Clémence Royer, ursprungligen Augustine-Clémence Audouard, född 21 april 1830 i Nantes i Loire-Atlantique, död 6 februari 1902, var en fransk autodidakt filosof och vetenskapskvinna. Hon föreläste och skrev om ett flertal ämnen, såsom ekonomi, filosofi, vetenskap, sociologi och feminism. Royer är mest berömd för sin kontroversiella översättning av Charles Darwins On the Origin of Species som utkom 1862 och framåt.

## Barndomen
Clémence-Auguste Royer föddes 1830 i Nantes i Bretagne. Hon var den enda dottern till en far som var kapten och en mor som arbetade som sömmerska. Då fadern, som var en politiskt aktiv legitimist, deltog i det misslyckade juniupproret 1832, tvingades hela familjen att fly till Schweiz. Familjen stannade i exil i Schweiz i fyra år, innan de återvände till Frankrike och fadern där fick en förmildrad dom.
Royer utbildades av sina föräldrar, fram tills hon vid 10 års ålder skrevs in i Sacré-Coeur-klosterskolan i Le Mans. Royer blev under de tidiga tonåren en hängiven men kvalfylld katolik. Vid tretton års ålder skrevs hon ut ur skolan och flyttade med sina föräldrar till Paris.
Under 1848-revolutionen blev den då 18-åriga Royer influerad av republikanska idéer, och hon avkände sig vid denna tid från faderns rojalistiska åsikter. När hennes far ett år senare dog fick Royer ett litet arv. Hon studerade de nästföljande tre åren på egen hand, vilket förlänade henne diplom i aritmetik, franska och musik och därmed möjligheten att arbeta som grundskolelärare.
Royer reste 1854 till Haverfordwest i södra Wales, och arbetade där under två år som lärare.

## Lausanne
I juni 1856 övergav Royer läraryrket för att flytta till Lausanne i Schweiz, där hon levde på sitt blygsamma arv efter fadern. Hon bedrev självstudier om diverse olika ämnen i det offentliga biblioteket i Lausanne.
Efter att bland annat ha inspirerats av den svenska författaren Fredrika Bremer gav Royer år 1858 ett par föreläsningar i logik, som endast var öppna för kvinnor. Under samma tid träffade hon Pascal Duprat, en exilfransk republikan som levde i Lausanne. Duprat skulle senare komma att bli Royers livskamrat och med honom skulle hon också få en son.
Royer började under vintern 1859–1860 en ny föreläsningsserie för kvinnor i Lausanne, denna gång om naturfilosofi. Duprat flyttade med sin familj till Genève, men Royer fortsatte att ensam i Lausanne att studera, skriva och föreläsa under vintern 1860–1861. År 1860 skrev hon en uppsats om skattens historia och praktik, Théorie de l'impôt ou la dîme social, som vann andra pris i en schweizisk uppsatstävling. Uppsatsen publicerades av förlaget Guillaumin 1862. I och med denna publikation blev Royer för första gången uppmärksammad utanför Schweiz, vilket skulle bereda väg för möjligheten att översätta Darwin till franska.

## Översättningen avOn the Origin of Species

### Första utgåvan

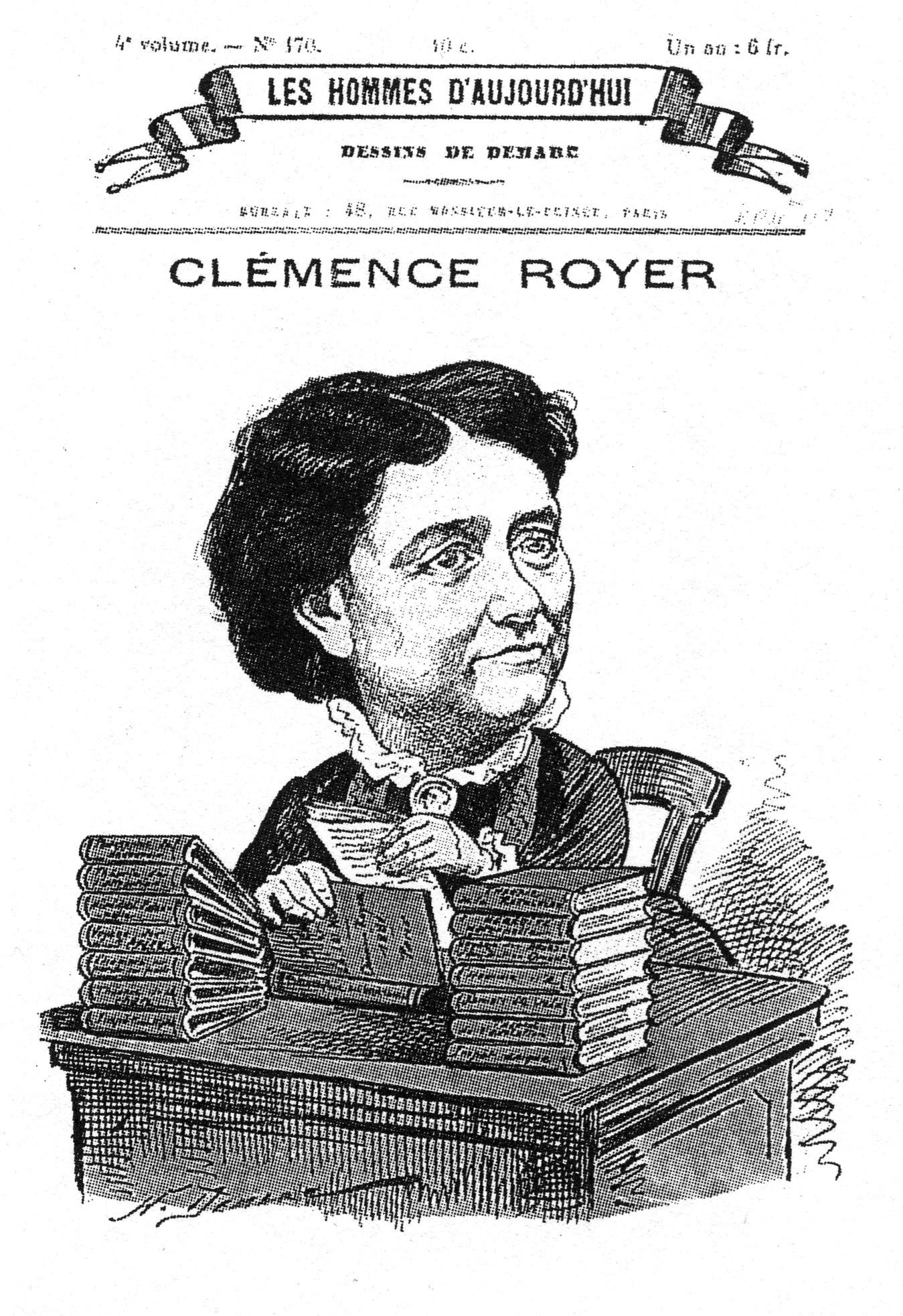
Karikatyr av Clémence Royer från Les Hommes d’aujourd’hui, publicerad 1881.

Omständigheterna kring hur Royer fick uppdraget att översätta On the Origin of Species är inte helt kända. Darwin var mån om att översätta sitt verk till franska, men hade svårt att hitta såväl franska översättare som förläggare som var villiga att ge ut hans verk i Frankrike. Royer var en lämplig kandidat för översättningsarbetet, då hon väl kände till både Jean-Baptiste Lamarcks och Thomas Malthus arbeten, och hon hade dessutom kontakt med det franska förlaget Guillaumin, som publicerat hennes uppsats om skattens historia. René-Édouard Claparède, en schweizisk naturalist, erbjöd sig att bistå Royer i översättningen av verkets biologiska teknikaliteter.
Till översättningen av Origin of Species bifogade Royer både ett 60 sidor långt förord och en omfattande personlig och bistående fotnotsapparat. I sitt förord kritiserade Royer den religiösa uppenbarelsen och utmålade kristendomen som vetenskapens fiende. Hon förespråkade i förordet en positivistisk och monistisk tolkning av Origin of Species, och diskuterade på socialdarwinistiskt vis sociala tillämpningar av Darwins teori. Royer använde även i förordet eugenisk argumentation för att kritisera det hon kallade ett alltför "ointelligent" omhändertagande av samhällets svaga individer. För dessa åsikter skulle Royer bli kritiserad. I förordet uttrycker också Royer sin stora beundran för Lamarck, som enligt henne var den större vetenskapsmannen jämfört med Darwin.
Efter publikationen uttryckte Darwin missnöje med Royers översättning, och då framför allt hennes personliga fotnoter. Darwin skrev i ett brev till botanisten Joseph Hooker: "Almost everywhere in Origin, when I express great doubt, she appends a note explaining the difficulty or saying that there is none whatever!! It is really curious to know what conceited people there are in the world,..."

### Andra och tredje utgåvan
Inför den andra utgåvan av den franska översättningen, som utkom 1866, föreslog Darwin åtskilliga ändringar och rättningar i Royers franska text. Titelorden "des lois du progrès" (lagarna om framsteg) togs bort, och den nya titeln blev mer lik den engelska motsvarigheten (fullständig engelsk titel: On the Origin of Species by Means of Natural Selection, or the Preservation of Favoured Races in the Struggle for Life). Royer översatte ursprungligen "natural selection" till "élection naturelle", vilket i den andra utgåvan ändrades till "sélection naturelle" (dock bifogades en fotnot där Royer förklarade att "sélection" egentligen var en inkorrekt fransk glosa och att hon var motvillig till att använda den). I den andra utgåvan tog Royer också i förordet bort sina mest rashygieniska påståenden. Hon bifogade emellertid ett nytt förord till den andra utgåvan, i vilken hon propagerade för fritänkande och klagade över den negativa kritik hon fått utstå från den europeiska katolska pressen.
Den tredje utgåvan redigerades av Royer utan Darwins medgivande. I denna utgåva tillade Royer ytterligare ett tredje förord, där hon riktade kritik gentemot framför allt Darwins ärftlighetsteori, kallad pangenesis, som han hade introducerat i Variation of Animals and Plants under Domestication (1868). Royer konsulterade därtill inte ändringarna som Darwin gjort i den fjärde och femte utgåvan av Origin of Species. När Darwin såg publikationen av den tredje franska utgåvan blev han så missnöjd att han skrev till det franska förlaget Reinwald för att med dem arbeta fram en ny översättning. Darwin tipsade ändå den nya franska översättaren att noggrant studera Royers tidigare översättningar.

## Karriären efter översättningen avOrigin of Species
Royers översättning förlänade henne viss berömmelse, och hon erbjöds därefter att föreläsa om darwinism under vintern 1862–1863 i Belgien och Holland. Under samma period författade Royer sin enda roman, Les Jumeaux d’Hellas, som publicerades 1864 utan att få stort genomslag. Royer reste runt i Europa och träffade samtidigt regelbundet sin livspartner, Duprat.
Royer flyttade till Paris 1865 och sedan till Florens, där hennes son Réne föddes år 1866. Som nybliven mor kunde Royer inte resa och föreläsa som förut, men hon fortsatte att skriva artiklar, bland annat om Lamarcks evolutionsteori. Hon började under samma tid att författa sitt eget evolutionsteoretiska verk, L’origine de l’homme et des sociétés, som senare skulle publiceras 1870. Då den andra republiken gjorde livssituationen för republikaner enklare i Frankrike, kunde Royer 1869 flytta till Paris.

## Paris ochla Société d’Anthropologie
Även om Darwin inte längre auktoriserade Royers översättning, fortsatte Royer ändå efter 1869 att förespråka hans idéer och att ge egna föreläsningar om evolutionsteorin. Royer var relativt ensam darwinist i Frankrike, även om många franska vetenskapsmän diskuterade evolutionsteorier. Darwins teori hade vid denna tid nämligen endast marginell påverkan på det franska vetenskapssamfundet, och Darwin nämndes sällan i franska publikationer. Den generella åsikten bland franska vetenskapsmän var att det inte fanns tillräckliga bevis för Darwins evolutionsteori.
År 1870 blev Royer den första franska kvinnan som invaldes i ett vetenskapligt sällskap, la Société d’Anthropologie de Paris, grundat av Paul Broca. Royer förblev den enda kvinnan i denna grupp de nästföljande 15 åren. Hon tog aktivt del i sällskapets diskussioner, och skrev även många artiklar i den tillhörande tidskriften, Bulletin de la Société d’Anthropologie de Paris. Det verkar som att majoriteten av medlemmarna av la Société d'Anthropologie till skillnad från andra franska vetenskapssällskap ändå accepterade evolutionsteorin i stora drag. Men diskussionerna i detta sällskap rörde sällan den för Darwin så viktiga naturliga selektionen. Darwin sågs generellt mest som en utvecklare av Lamarcks evolutionsteori.
Royer förblev djärv i sitt utmanande av den samtida ortodoxin, såväl inom religionen som inom vetenskapen och samtidens syn på kvinnor. Hon publicerade bland annat 1883 en uppsats i La Philosophie Positive där hon ifrågasatte riktigheten i Newtons gravitationslag. Hennes kosmologiska och materialistiska verk, La Constitution du Monde, publicerades år 1900. I detta verk kritiserade Royer vetenskapsmän för att vara alltför överspecialiserade, och hon ifrågasatte accepterade vetenskapliga teorier. Verket togs, generellt sett, ej väl emot av vetenskapssamfundet. Samma år som hennes bok publicerades belönades Royer emellertid med den franska hedersmedaljen, la Légion d'honneur.
När Duprat plötsligt dog 1885 fick varken Royer eller deras son rätt att ärva honom. Royer hade alltid haft väldigt liten inkomst. Hon fick ej mycket betalt för sina många bidrag till olika tidskrifter. Royer hamnade efter Duprats död därför i en svår ekonomisk situation, och hon tvingades ansöka om pension hos le Ministère de l'Instruction Publique. Hon fick emellertid ingen pension av dem utan endast en engångssumma. Denna summa skulle hon  behöva ansöka på nytt om år efter år. År 1891 flyttade Royer till ett ålderdomshem i Neuilly-sur-Seine, där hon stannade fram till sin död år 1902. Hennes son dog av leversvikt, i dåvarande Indokina, 6 månader efter Royers död.

## Feminism ochLa Fronde
Royer närvarade på den första internationella kongressen om kvinnors rättigheter år 1878, men sade där inget. Inför kongressen år 1889 tillfrågades hon av Maria Deraismes om hon inte kunde leda kongressens historiska del. I sitt tal argumenterade Royer för att en omedelbar rösträtt åt kvinnor troligtvis skulle leda till att kyrkan skulle bli allt mäktigare och att den primära åtgärden istället borde vara att etablera en sekulär undervisning för kvinnor. Liknande elitistiska åsikter hölls av många franska feminister som fruktade monarkins återkomst, som de förknippade med den konservativa romansk-katolska kyrkans makt.
När Marguerite Durand år 1897 lanserade den feministiska tidskriften La Fronde blev Royer i den en återkommande skribent inom både vetenskapliga och sociala frågor. Under samma år arrangerade Royers tidskriftskollegor en bankett till Royers ära, och bjöd då in ett flertal framstående vetenskapsmän.